# Jean-Henri Humbert
Jean-Henri Humbert, född 24 januari 1887 i Paris, Frankrike, död 20 oktober 1967 i Bazemont, var en fransk botaniker.
Auktorsnamnet Humbert kan användas för Jean-Henri Humbert i samband med ett vetenskapligt namn inom botaniken; se Wikipediaartiklar som länkar till auktorsnamnet.